# Titia de vectigalibus
La lex Titia de vectigalibus o també Titia agraria va ser una llei romana proposada pel tribú de la plebs Sext Tici sent cònsols Marc Antoni l'orador i Aule Postumi Albí, el 99 aC. En virtut de les seves disposicions els qüestors havien de recaptar la vectigàlia (taxa, pagament) de forma pública i directament a cada camp.